# Tellermine 42
La Tellermine 42 (abrégé T.Mi.42) était une mine antichar allemande à enveloppe métallique utilisée pendant la Seconde Guerre mondiale. La mine était un développement de la Tellermine 35 avec une meilleure résistance à l’explosion. Elle a été suivie par la Tellermine 43 simplifiée. La Tellermine se compose d’un corps principal circulaire en acier embouti avec une grande plaque de pression centrale. La plaque de pression est plus petite que celle de l’ancienne Tellermine 35, ce qui augmente la résistance de la mine à l’explosion. Deux puits de mise à feu secondaires sont prévus pour les dispositifs anti-manipulation, l’un sur le côté et l’autre au fond de la mine. La mine est équipée d’une poignée de transport.
La fusée à pression T.Mi.Z.43 peut être montée sur la Tellermine 42. La fusée T.Mi.Z.43 se distingue par un dispositif anti-manipulation intégré en standard : lorsque la fusée est insérée et que la plaque de pression est vissée en place, elle cisaille une goupille d’armement dans la fusée avec un « claquement » audible. Cette action arme le dispositif anti-manipulation. Par la suite, toute tentative de désarmement de la mine en dévissant la plaque de pression (pour retirer la fusée) déclenchera automatiquement la détonation. Étant donné qu’il est impossible de déterminer quel type de fusée a été installé, aucune plaque de pression ne doit jamais être retirée d’une Tellermine.

## Spécifications
- Hauteur : 102 mm
- Diamètre : 324 mm
- Poids : 9,1 kg
- Contenu explosif : 5,5 kg de TNT ou d’Amatol 50/50
- Poids de déclenchement : 100 à 180 kg